# Ozarba chrysaspis
Ozarba chrysaspis là một loài bướm đêm thuộc họ Erebidae. Nó được tìm thấy ở the nửa phía bắc Úc, bao gồm Queensland.
Con trưởng thành có cánh trước có màu nâu nhạt. Cánh sau màu nâu cam với rìa đậm.